# Miracolo del neonato
Il Miracolo del neonato è un affresco (340x355 cm) di Tiziano, databile al 1511, e facente parte del ciclo dei Miracoli di sant'Antonio da Padova nella Scuola del Santo a Padova.

## Storia
In fuga dalla peste che imperversava a Venezia, in cui morì anche Giorgione, Tiziano si rifugiò a Padova nel 1511, dove ricevette l'incarico di compiere tre grandi affreschi nella sala principale della Scuola del Santo, un luogo di riunione nelle immediate vicinanze della basilica del Santo. L'artista, poco più che ventenne, era uno dei primi a lavorare al ciclo, che vide l'impegno di numerosi artisti veneti. Il lavoro è dettagliatamente documentato, primo nella carriera dell'artista, e si conoscono i tempi e i compensi dell'esecuzione. Il contratto, per tre affreschi, risale al dicembre 1510 e l'esecuzione venne avviata nell'aprile successivo, mentre il saldo finale, a opera compiuta, risale al 2 dicembre 1511.
Inoltre grazie ai restauri, si hanno anche numerose notizie di carattere tecnico. Il Miracolo del neonato ad esempio fu la prima scena a essere eseguita e richiese tredici "giornate" d'affresco.

## Descrizione e stile
Rispetto ad altre scene del ciclo, il miracolo del neonato, in cui un bambino parla miracolosamente per scagionare la madre da un'accusa ingiusta di infedeltà, è uno dei meno spettacolari, dal punto di vista delle possibilità scenografiche, ma l'artista riuscì a creare una disposizione dei personaggi semplice ed efficace. Il Bambino infatti è al centro della scena, tenuto in braccio da sant'Antonio inginocchiato, e gli sguardi e i gesti della folla catalizzano lo sguardo dello spettatore verso di lui. Si genera così una movimentata sequenza orizzontale, che si contrappone alla parte superiore dove si vede un edificio con una nicchia contenente una statua romana di Traiano, una citazione archeologica dell'arco ad Ancona, tanto cara all'ambiente padovano, e un paesaggio con una collina punteggiata da alberelli fronzuti.
L'effetto è altamente realistico e credibile, priva di riferimenti artificiosi all'evento miracoloso, come apparizioni divine o raggi sovrannaturali, in accordo con il programma che doveva essere stato concordato con l'arciconfraternita.
Già in queste opere giovanili si vede il distacco di Tiziano dalla maniera di Giorgione, all'insegna di una maggiore monumentalità e intensità cromatica delle figure, di accenti più teatrali (come il gesto del santo) e di una narrazione più sciolta e immediata.